# Arrimal e Mendiga
Arrimal e Mendiga (oficialmente: União das Freguesias de Arrimal e Mendiga) é uma freguesia portuguesa do município de Porto de Mós, com 38,63 km² de área e 1574 habitantes (censo de 2021). A sua densidade populacional é 40,7 hab./km².

## História
Foi constituída em 2013, no âmbito de uma reforma administrativa nacional, pela agregação das antigas freguesias de Arrimal e Mendiga e tem sede em Mendiga.

## Geografia

### Localização
A União de Freguesias de Arrimal e Mendiga situa-se no extremo sudoeste do concelho de Porto de Mós, sendo delimitada pelas freguesias de Serro Ventoso e São Bento. Confina também com freguesias dos concelhos vizinhos de Santarém (freguesia de Alcanede), Rio Maior (freguesia de Alcobertas) e Alcobaça (freguesias de Aljubarrota, Évora de Alcobaça e Turquel).

### Relevo e hidrografia
A freguesia conta com um património natural de beleza excecional, dada a sua integração no Parque Natural das Serras de Aire e Candeeiros, apresentando um relevo acidentado. Os lugares de Mendiga e Arrimal situam-se num vale aplanado, delimitado a oeste pela Serra dos Candeeiros e a este pelo Planalto de Santo António, o que lhes confere um enquadramento geográfico privilegiado, de elevado interesse paisagístico. Existem na freguesia duas lagoas naturais nos lugares de Arrabal e Arrimal, a Lagoa Grande e a Lagoa Pequena, respetivamente.

## Demografia
A população registada nos censos foi:
| Distribuição da População por Grupos Etários | Distribuição da População por Grupos Etários | Distribuição da População por Grupos Etários | Distribuição da População por Grupos Etários | Distribuição da População por Grupos Etários | Distribuição da População por Grupos Etários |
| -------------------------------------------- | -------------------------------------------- | -------------------------------------------- | -------------------------------------------- | -------------------------------------------- | -------------------------------------------- |
| Antes da agregação                           |                                              |                                              |                                              |                                              |                                              |
| Ano                                          | 0-14 anos                                    | 15-24 anos                                   | 25-64 anos                                   | >= 65 anos                                   | Total                                        |
| 2001                                         | 287                                          | 252                                          | 905                                          | 319                                          | 1763                                         |
| 2011                                         | 290                                          | 184                                          | 860                                          | 370                                          | 1704                                         |
| Após a agregação                             |                                              |                                              |                                              |                                              |                                              |
| Ano                                          | 0-14 anos                                    | 15-24 anos                                   | 25-64 anos                                   | >= 65 anos                                   | Total                                        |
| 2021                                         | 194                                          | 209                                          | 812                                          | 359                                          | 1574                                         |

## Lugares
- Alqueidão do Arrimal
- Arrabal
- Arrimal
- Casal de Vale de Ventos, antes chamada Casal Valventos (repartida pelas freguesias de Arrimal e Mendiga, Évora de Alcobaça e Turquel)
- Casal Novo
- Portela do Pereiro (repartida pelas freguesias de Arrimal e Mendiga e Évora de Alcobaça)
- Portela do Vale de Espinho
- Serventia do Arrimal
- Vale da Pia
- Bemposta
- Cabeça Veada
- Mendiga
- Marinha da Mendiga
- Marinha de Baixo (repartida pelas freguesias de Arrimal e Mendiga e Serro Ventoso)

## Património

### Património histórico
Em termos de património histórico, a freguesia dispõe de:
- Arco da Memória (Arrimal)
- Fontanário da Mendiga (Mendiga)
- Cruzeiro da Mendiga (Mendiga)
- Cruzeiro e Poço da Corrente (Arrimal)
- Cruzeiro do Alqueidão do Arrimal
- Poços envolventes da Lagoa Grande, Lagoa Pequena e Lagoa da Portela de Vale Espinho
- Moinhos de vento da Portela de Vale de Espinho
- Moinhos de vento da Cabeça Gorda (Arrimal)
- Moinho de vento do Alqueidão do Arrimal
- Moinhos de vento da Portela do Pereiro e Casal de Vale de Ventos

### Património eclesiástico
Em termos de património religioso, a freguesia dispõe de:
- Igreja de Santo António (Arrimal)
- Antiga Igreja de Santo António do Arrimal
- Capela de São João Batista (Arrimal)
- Capela de São Silvestre (Alqueidão do Arrimal)
- Igreja de São Julião (Mendiga)
- Capela de Nossa Senhora de Fátima (Cabeça Veada)

### Extração de pedra
- Extração de pedra calcária (Cabeça Veada)
- Extração de pedra calcária (Salgueira)

## Cultura

### Dinâmica associativa
A nível cultural, a freguesia é amplamente dinamizada por várias associações locais, sendo de salientar a Associação Recreativa Cultural e Desportiva da Mendiga (A.R.C.D. Mendiga), bem como o Centro Cultural Recreativo e Desportivo do Arrimal (C.C.R.D. Arrimal), que promovem diversos eventos culturais ao longo de todo o ano.

### Festas e romarias
Grande parte dos lugares da freguesia conta com a realização anual de uma ou mais festas e romarias. Destaque para:
- Festa em honra de São Silvestre, no Alqueidão do Arrimal: 1 de janeiro.
- Festa em honra de Santa Maria, no Arrimal: domingo mais próximo ao dia 2 de fevereiro.
- Festa em honra de Santo António, no Arrimal: domingo mais próximo do dia 13 de junho.
- Festa em honra de Nossa Senhora de Fátima, na Cabeça Veada: primeiro domingo de maio.
- Festa em honra de São Brás, na Mendiga: domingo mais próximo ao dia 3 de fevereiro.
- Festa em honra de Nossa Senhora da Assunção, na Mendiga: 15 de agosto.
- Festa anual da Marinha da Mendiga, organizada pela associação local: primeiro domingo de julho.
- Festival de folclore, na Cabeça Veada: último fim de semana de julho.
- Festival de folclore "Telhados de Água", na Mendiga, atualmente realizado na praça de São Julião, organizado pelo Rancho Folclórico da Sociedade Recreativa da Cabeça Veada: em setembro.
- Festival de folclore da Lagoa Grande, no Arrimal, organizado alternadamente pelo Rancho Folclórico Luz dos Candeeiros e pelo Rancho Folclórico da Sociedade Recreativa da Cabeça Veada: em julho.

De notar que, nas festas em honra de santos, é somente indicado o dia principal da festa. No entanto, estas festas prolongam-se sempre por pelo menos três dias, antes e/ou após o dia principal indicado. 

### Tradições locais
A freguesia conta, ainda, com diversas tradições antigas, mantidas vivas entre a população local. Parte delas constam da atuação dos dois ranchos existentes na freguesia:
- Rancho Folclórico Luz dos Candeeiros - Arrimal
- Rancho Folclórico da Sociedade Recreativa da Cabeça Veada - Cabeça Veada

## Desporto

### Eventos desportivos
A nível desportivo, a freguesia é amplamente dinamizada por várias associações locais, sendo de salientar o Centro Cultural Recreativo e Desportivo do Arrimal (C.C.R.D. Arrimal) e a Associação Recreativa Cultural e Desportiva da Mendiga (A.R.C.D. Mendiga). Estas associações promovem diversos eventos, com forte aderência local e não só. Entre eles:
- Os Carreiros do Pastor Arrimalano, prova de atletismo de trilhos que percorre a serra pelos antigos trilhos feitos pelos pastores. A prova realiza-se desde 2010 e é substituta de uma outra prova de Atletismo: o ''Cross do Arco da Memória'', que se realizou de 1999 a 2010. Em conjunto com estas duas provas mencionadas anteriormente tem-se realizado desde 1999 um passeio pedestre: a prova dos Caminheiros.
- Prova de BTT ''Os Morcegos'',  que se realiza desde o ano de 2002 e a partir do ano de 2009 passou a organizar também uma maratona.

- O Grande Prémio de Atletismo da Mendiga, que conta com a participação de atletas de todo o país, contando já com a 32ª edição. Esta prova, cujo percurso ocorre em pleno Parque Natural das Serras de Aire e Candeeiros, concilia a prática do atletismo com o conhecimento da beleza paisagística envolvente, constituindo um importante meio de promoção local.

### Recintos desportivos
Presentemente, o maior e mais moderno recinto desportivo da freguesia é o Pavilhão Gimnodesportivo ARCD Mendiga, utilizado sobretudo pela equipa de futsal da A.R.C.D. Mendiga, que joga atualmente na 2ª Divisão Nacional.
Existem, ainda, dois campos de futebol ao ar livre à disposição da comunidade local: o ''Campo da Bola'', do Arrimal e o '"Campo das Silveiras", na Mendiga.

### Equipas
A freguesia conta com várias equipas de diferentes modalidades, destacando-se:
- A equipa de atletismo do C.C.R.D. do Arrimal, formada em 2013.
- A equipa de BTT ''Os Morcegos'' do C.C.R.D do Arrimal, formada em finais de 2001.

- A equipa de futsal da A.R.C.D. Mendiga, que joga, atualmente, na 2ª Divisão Nacional de Futsal, após a conquista do título de Campeão de Honra do distrito de Leiria, na época 2014/2015. Na época de 2013/2014 havia já jogado na 2ª Divisão Nacional de Futsal, pelo que o seu regresso constitui um enorme motivo de orgulho para a freguesia.

## Lazer

### Parques de merendas
A freguesia conta com alguns parques de merendas ao dispor da população, sendo de destacar:
- Parque "Telhados de Água Manuel Baptista Amado" (Mendiga)
- Parque de Merendas "O Seu Parque" (Bemposta)
- Parque de Merendas da Lagoa Grande (Arrabal)

## Alojamentos
Existem, na freguesia, alguns alojamentos, nomeadamente:
- Casa da Figueira - Casal de Vale de Ventos
- Retiro da Avó Lídia - Mendiga
- Parque de Campismo - Arrimal
- Casa Arrimal - Arrimal
- Residencial Valinho - Cabeça Veada